# 3次元ディスプレイ
3次元ディスプレイ（3じげんディスプレイ、3D Display、3Dディスプレイ）とは、3次元映像を表示する装置である。いくつか異なる原理に基づいたもの存在するが、空間中に画像を立体的に投影するものより、左右の眼に別々の画像を見せることで立体感を与えるものが多い。
左右の眼に別々の画像を見せるために眼鏡を利用するものと、眼鏡を必要とせずに裸眼のままで立体感を与えるものの2種に大別できる。
立体的な映像を表示する3次元ディスプレイは以下のように分類できる。
- 眼鏡式
  - アナグリフ式
  - 偏光式
  - 液晶シャッター式
- 裸眼式
  - 空間分割表示
    - 視点設定
      - 2視点
      - 多視点

    - 光線空間再現
      - インテグラル

  - 時分割表示
- HMD式[1]

## 眼鏡式
観察者に特殊な光学特性を持った眼鏡をかけさせ、両眼に視差をつけた画像を表示するもの。

### アナグリフ

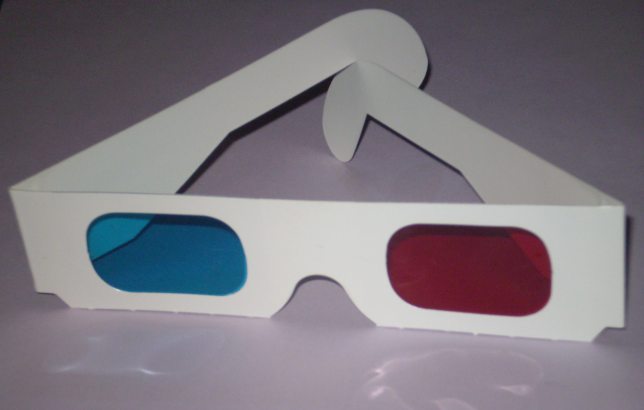
アナグリフ用赤青めがね

左右異なる角度から撮影した映像をそれぞれ赤と青の光で重ねて再生し、左右に赤と青のカラーフィルタの付いた眼鏡で見るものである。技術的に最も簡単で低コストである。従来はモノクロ映像に限られていたが、色彩情報を左右に振り分ける事でカラーでの映像製作が可能になっている。しかし対象物の見える角度の違いによって色味が変化してしまう弊害がある。「ドルビーデジタル3D」のように多色のチャンネルを用いて自然な色再現を行う物もあるが、高価な特殊多重コーティングフィルタが必要になる。

### 偏光めがね

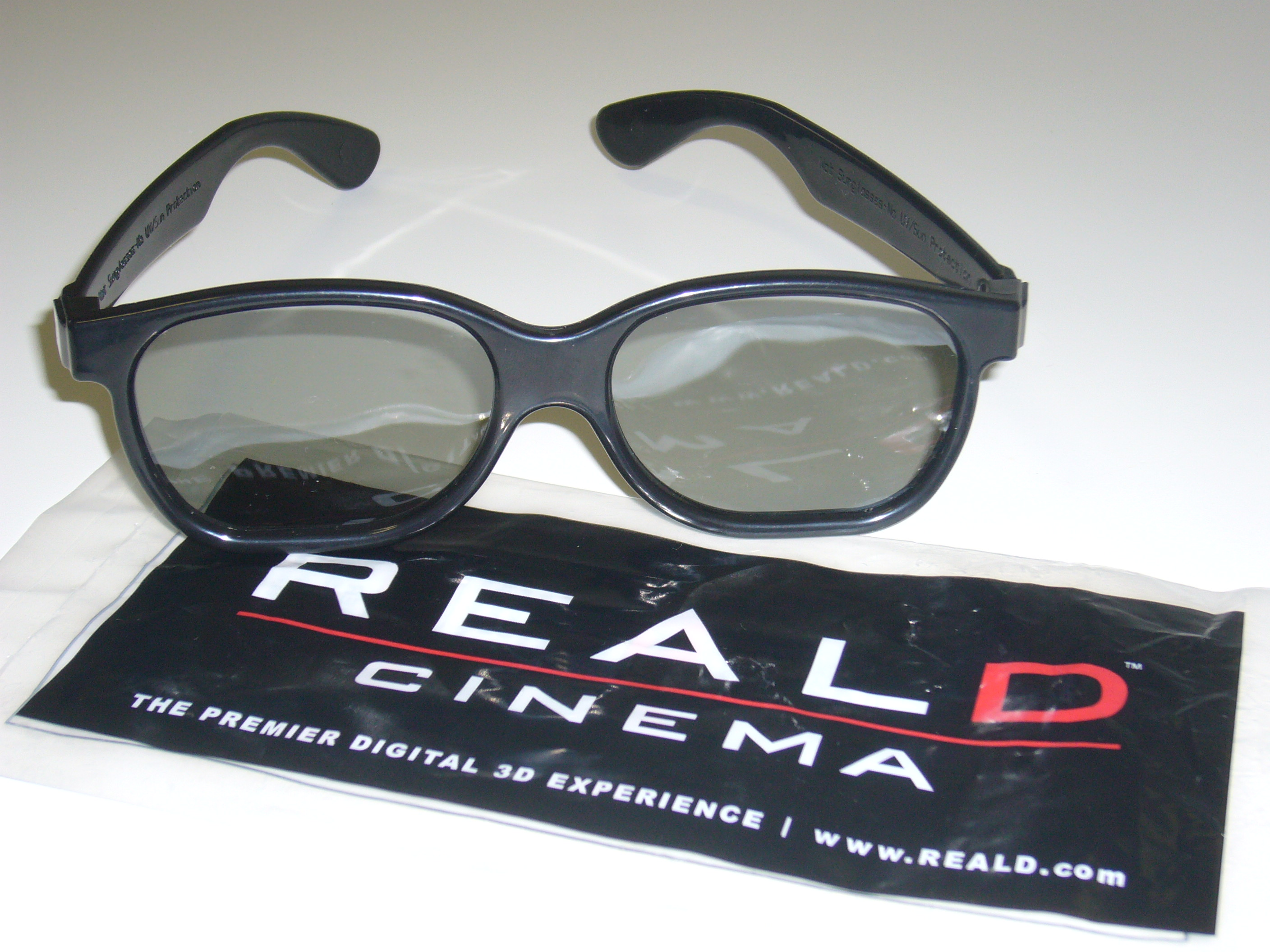
サングラスに似た偏光めがねを使用した方式が、近年劇場やテーマパークの標準となっている。

左右の映像に直交する直線偏光をかけて重ねて投影し、これを偏光フィルタの付いた眼鏡により分離する。偏光状態を保存するためにシルバースクリーンなどが利用される。直線偏光の代わりに円偏光を用いたものもある。円偏光を用いたものは、観察者が顔を傾けても左右映像のクロストークは小さく維持される。円偏光の遮光特性には本質的に波長依存性があり、濃い紫や黄色などの色が見えてしまう場合がある。
3D映画の多くが偏光めがね方式を採用しており、液晶ディスプレイでは画素ごとに異なる偏光を与える微細な加工が求められるために比較的採用は少ない。液晶シャッターめがねに比べて偏光めがねは軽く簡素・安価に作られて、多人数ユーザーに対応しやすく、機器同士の差異も偏光方向と直線／円という種別のみであるため標準化に向くなど利点が多い。

### 液晶シャッターめがね

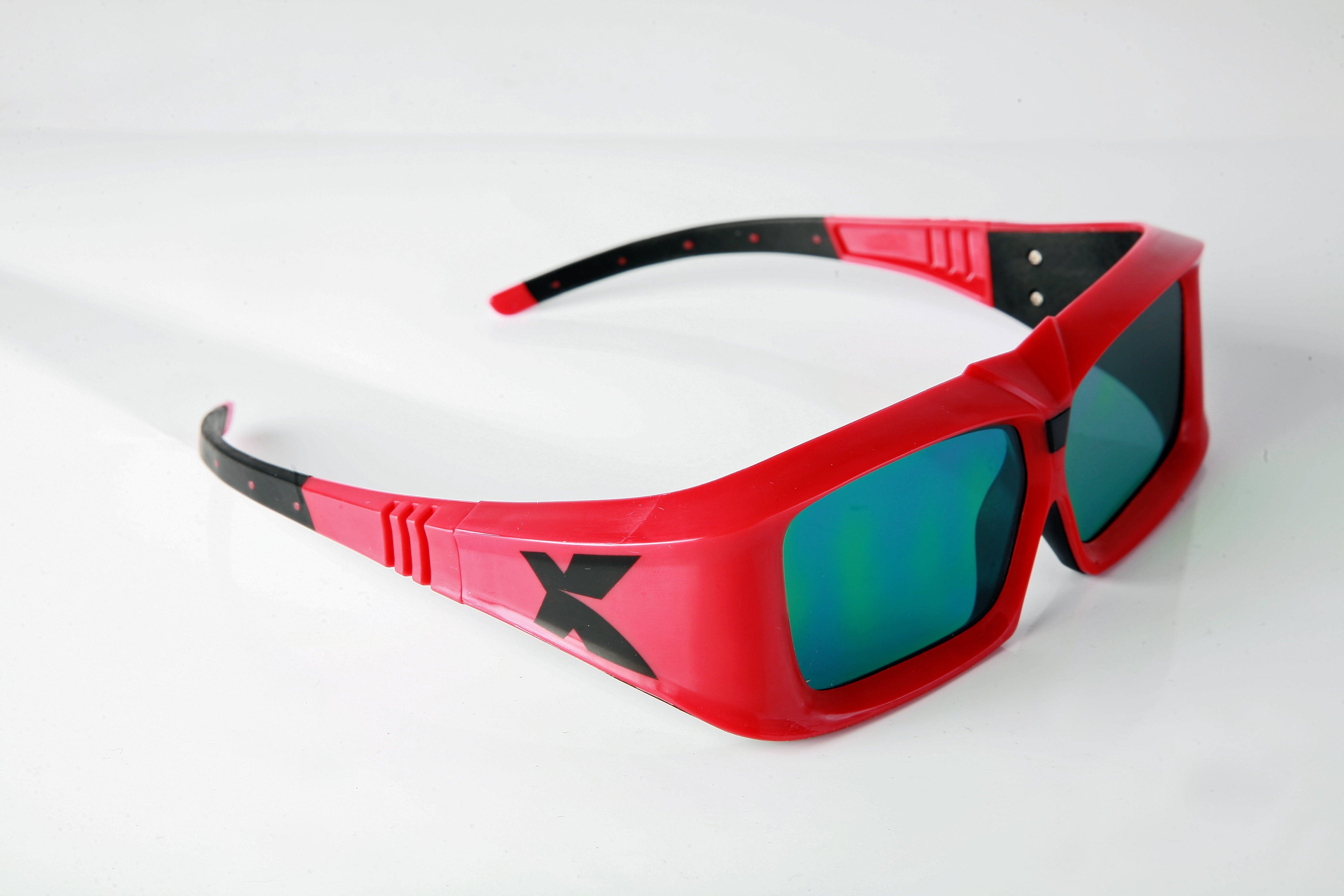
液晶シャッターめがね。フレーム内に電子部品やバッテリーが搭載されている。

左右異なる角度から撮影した映像を交互に再生し、左右の視界が交互に遮蔽される液晶シャッターを備えた眼鏡で見る。眼鏡のシャッターが2つの映像と完全に同期して開閉することで右目と左目にそれぞれ右側の映像と左側の映像だけが見え、立体感が得られる。動画であれば通常の2倍の頻度で画像の書き換えが必要である。「フレーム・シーケンシャル方式」と呼ばれる。
3D映画や大画面テレビなどでの採用が多いが、液晶シャッターや画像と同期する仕組みを備えた眼鏡が高コストであり、標準化が進んでいないため複数の規格同士で眼鏡が異なるという問題もある。
技術
大画面薄型テレビでの立体動画の再生では、液晶ディスプレイとプラズマディスプレイによる高フレームレートでの動画再生と液晶シャッター付き眼鏡によって立体感が得られるものが多い。プラズマディスプレイは多くの動画画像のフレームレートである60Hz（1秒間に60枚の画像）に対して単純に2倍の120Hzへと倍増することで液晶シャッターめがねに適した立体視用の動画が得られるが、液晶ディスプレイでは4倍の240Hzほどにしなければならない。これは、プラズマディスプレイが「インパルス表示方式」であり全画素が同時に短時間だけプラズマ放電してから消灯するのに比べて、液晶ディスプレイが「ホールド表示方式」であり、画面の上から順番に書き換えて行き、次の書き換え時まで同じ表示状態を維持するという原理的な違いによって生まれている。液晶ディスプレイでは右目用画像の描画が終わってから左目用画像の書き換えを画面上から行うが、眼鏡の液晶シャッターは左右の視界を全開にするか全閉にするだけであり、2つの画面の書き換え途中で右目、または左目の視界を開けていると2つの画像が上下で混在したまま見える（3D動画での）「クロストーク」と呼ばれる現象が起きる。これを避けるために、3D動画再生が行える液晶ディスプレイでは4倍のフレームレートである240Hzにして、画像の書き換え中は両眼の視界を閉ざすものが多い。LEDバックライトを使用するディスプレイでは眼鏡の全閉に代わって背面発光を消灯することで消費電力を低減するが、クロストークを回避するためにフレームレートを高める必要があるのは変わらない。プラズマ式と液晶式のいずれの表示装置でも左右の目は片方が画像を見ている間に他方は残像を感じているだけであるため、おおむね感じられる明るさは半減するとされる。眼鏡では液晶パネルを経由することで明るさが1割ほど失われるとされることに加えて、液晶ディスプレイではほぼ表示時間と同じ時間、左右の視界を遮る必要があり、さらに明るさが半減するとされる。このため液晶ディスプレイでは、2D動画の再生時に比べて3D動画では、表示画素ごとの書き換え速度を4倍程度高めるだけでなく4倍以上の明るさが求められるとされる。

## 裸眼式
眼鏡を利用しない裸眼式のものは、裸眼立体ディスプレイ (en:autostereoscopic display) と呼ばれる。

### 視差障壁を利用したディスプレイ

パララックスバリア方式（上）とレンチキュラーレンズ方式（下）のイメージ

裸眼立体ディスプレイは、観察者に特別なメガネをかけさせることなく、両眼視差を与えることができる。多くの場合、視差障壁などと呼ばれる、左右眼に別々の光線を入射させるメカニズムが用いられる。
パララックスバリア方式
観察者の左右両眼に異なる画素が見えるように、表示画素の手前に左右2画素ごとに1つの穴、または溝を設けた遮蔽板を立てることで両眼視差を作り出す。観察者は眼鏡から開放されるが、それぞれの画素が1つの穴（または溝）を通じて左右2画素を正しく両眼で見える正しい位置に観察者が居なければ両眼視差の効果は得られない。画素の書き換え速度は通常の2D表示と同じで済むが、左右の画面解像度は半分になり、見た目の明るさも半分以下になる。
レンチキュラーレンズ方式
パララックスバリア方式では表示面の半分以上が遮蔽板に遮られて黒色となり見た目の明るさが半分以下になるのを改善するために、単純な遮蔽板と穴（または溝）ではなく、レンチキュラーレンズを用いることで左右の画素の光を最大限に観察者の視点へと振り向けるようにしたものである。
観察者の位置を制約するという問題を解決するために、カメラ等によって観察者の視点を検知して、バリアやレンズを最適な位置に動かすという研究も行われている。

### 光線再生型のディスプレイ
ホログラフィック・ディスプレイや、インテグラル・フォトグラフィを用いたディスプレイは、光線の波面を再生することにより、観察者に視差画像を提示する。インテグラル・フォトグラフィ(IP)方式とは、被写体から出る光の波面をすべて取得・再生することにより立体映像をディスプレイ上で映し出す「波面再生型立体ディスプレイ」で、同時に複数の観察者に立体画像を提示することができたり、観察者が顔を横に向けても立体視ができたりする点が大きな特長である。NHK放送技術研究所で開発中のインテグラル立体テレビは、屈折率分布レンズを用いたレンズアレイを水平解像度8,000万画素程度の高精細なカメラで撮影し、それをプロジェクタで別のレンズアレイに投影するというものである。

### 体積型のディスプレイ

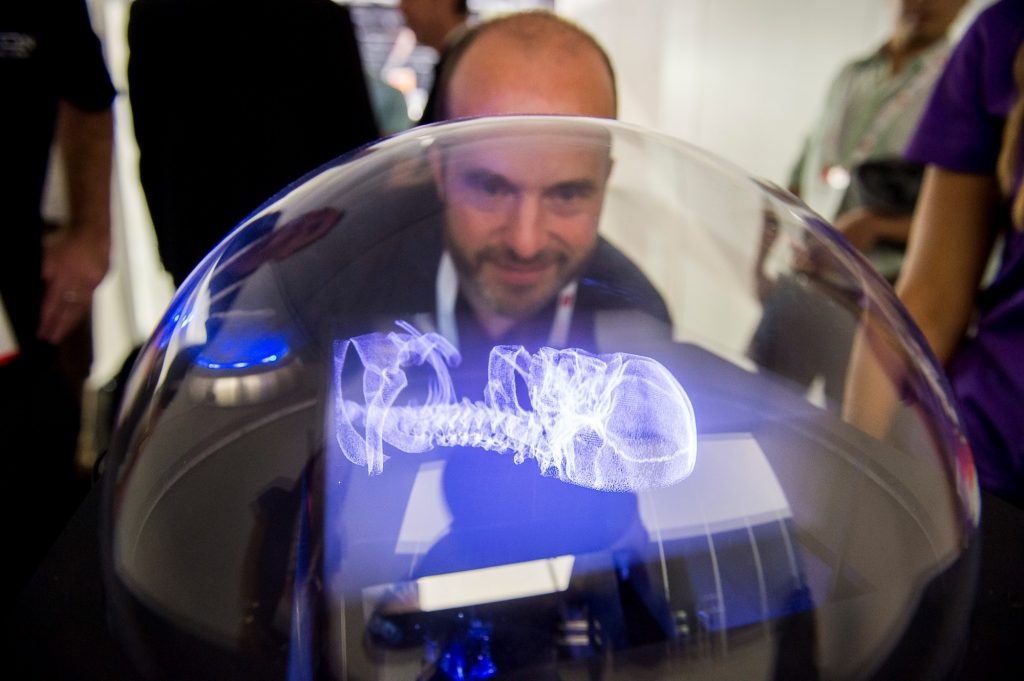
DICOM医療データを表示する体積型ディスプレイ

体積型ディスプレイは、回転などの物理的なメカニズムにより、光の点を実際の空間内に表示する。この種のディスプレイは、画素の代わりにボクセルと呼ばれる3次元的な要素を利用する。この方式を利用したディスプレイPerspectaが、Actuality Systemsより発表されている。

### レーザーによる空気のプラズマ発光を利用したディスプレイ
レーザー光線を収束させた焦点において空気がプラズマ化し発光する現象を利用して画像を3次元的に描画する。体積型ディスプレイに近いが、レーザを走査し、焦点位置を変化させることにより自由度の高い描画が可能である。現在のところ、3次元ベクタースキャンによる単純な図形を単色表示するにとどまっている。
波面再生型のディスプレイと体積型ディスプレイ、空気のプラズマ発光を利用したディスプレイでは、複数の観察者に対して、同時に正しい視差情報を与えることができる。

### 形状変化を利用したディスプレイ
3次元映像にあわせて振動や電圧を加えることにより、投影面の形状を変化させ、そこに投影することで立体的に見せるディスプレイ。

## HMD式
ヘッドマウントディスプレイ (HMD) 式は眼鏡式に似ているが、表示画像を映し出す機構全体が観察者の頭部に装着される形式であり、左右の異なる視点で撮影された映像が、左右の目でそれぞれ自然な距離感で視線が保てるように光学的に調整されて顔面間近や眼底部に直接、投影される。投影面を眼鏡のように透過性にすることで拡張現実のための表示インターフェス機器として用いられる事もある。

## 2D動画からの3D表示
PC用のディスプレイ製品では、元々2D動画のソフトウェアを再生する過程で演算処理を加えることで擬似的に立体視を可能にするものがある。液晶シャッター式眼鏡を使った3D表示用の表示装置の主に添付ソフトウェアで提供されるオプション機能として存在するが、元となる2Dの動画情報には各画素の奥行き情報（深度情報）は含まれていないため、奥行きは各画面間での画素の移動量から一連の画素が同じ形態で他より大きく移動するものを峻別して「背景」から切り出し、この「物体」を便宜的に手前に配置することで擬似的な立体感を作り出すものである。物体の凹凸感までは再現できないが、ある程度動きを伴う動画では良好な立体感が得られるとされる。

## 3次元ディスプレイおよび立体視ソフトの安全基準
3次元ディスプレイによる健康被害が懸念されている。症状としては、使用時に、眼精疲労、頭痛、吐き気などの体調不良を引き起こす場合がある。また、使用後に物が2重に見えるなどの視覚障害がしばらく残る場合もある。これらの症状は、年齢などの個人差、視聴時間、3次元ディスプレイの方式、および立体視ソフトの内容に依存すると考えられており、安全基準の確立が求められている。
日本では、電子情報技術産業協会、産業技術総合研究所、3Dコンソーシアムが共同で「3DC安全ガイドライン」と「3D文献抄録集」を作成した。案をまとめた快適3D基盤研究推進委員会は、このガイドラインを基にISO（国際標準化機構）に国際標準として提案する予定にしている。